# 赖特撞击坑
赖特撞击坑是火星上位于法厄同区的一座撞击坑，其坐标为南纬58.9°S、西经151.0°W，测量的直径约有115公里，1973年被国际天文学联合会以美国天文学家威廉·哈蒙德·萊特(1871年-1959年)之名命名。下面的首幅图像显示了相互靠近的三座撞击坑之间的关系。

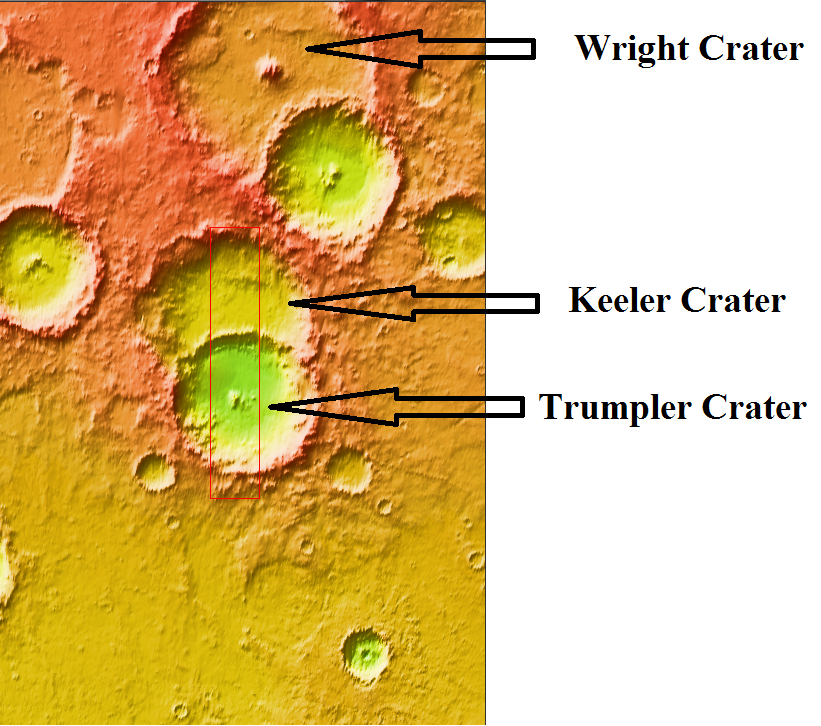
图像显示了赖特、基勒和特朗普勒三座撞击坑之间的关系，颜色代表高度。
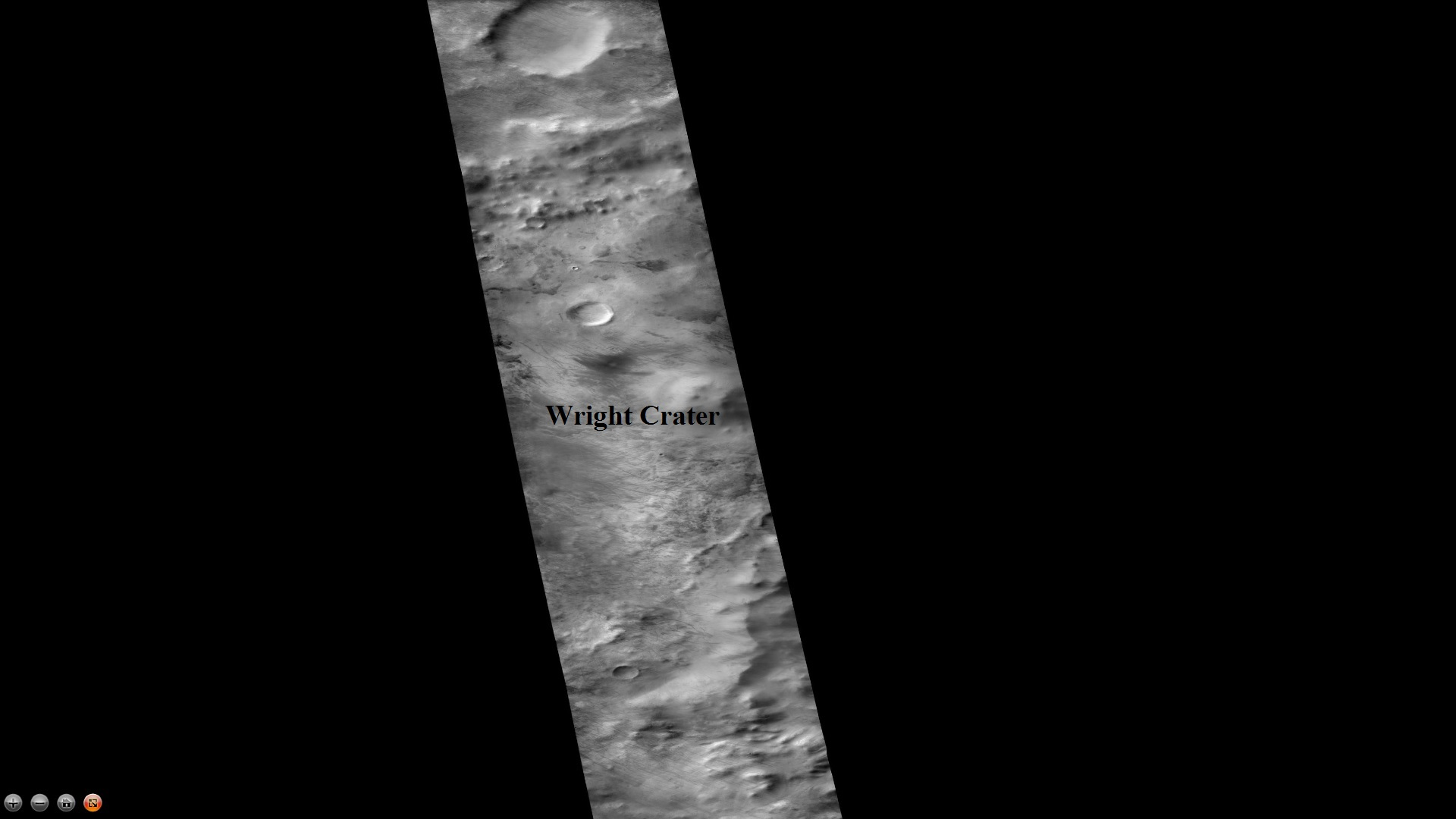
火星勘测轨道飞行器上的 CTX 相机拍摄到的赖特撞击坑。
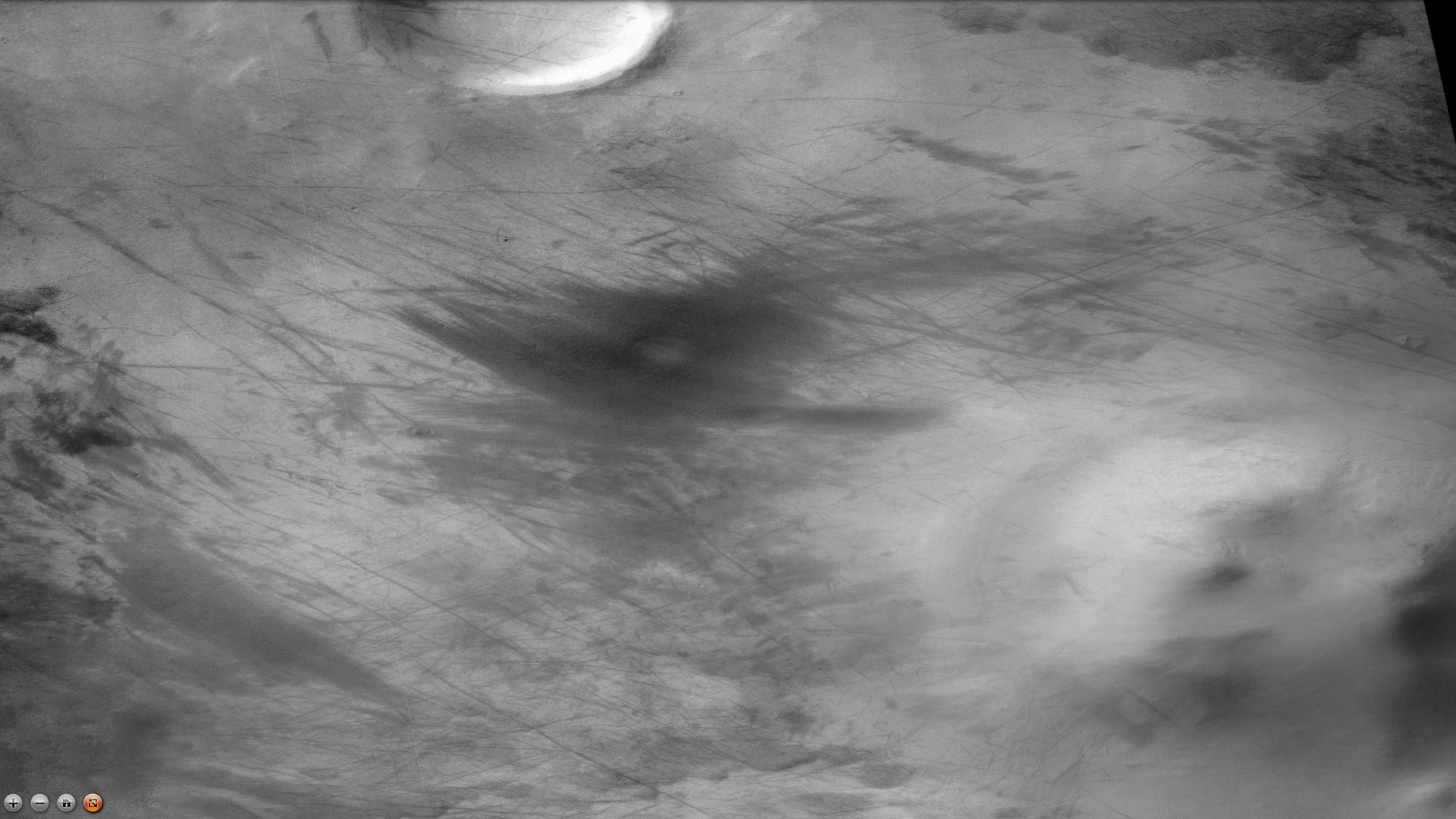
火星勘测轨道飞行器上的 CTX 相机拍摄的赖特撞击坑坑底，显示了尘暴遗迹。注意:这是前一赖特撞击坑图像的放大图。

## 另请参阅
- 1747 赖特
- 火星气候
- 火星地质
- 火星撞击坑
- 赖特陨石坑